# 山寺 (大韓民国)
山寺（朝鮮語: 산사、サンサ）は、主に統一新羅時代の頃から朝鮮半島南部の山中に築かれた僧院のこと。中には、現代でもなお仏教の信仰、修行、生活が一体化した空間として、宗教的実践の伝統が保たれている僧院もある。
山寺は韓国に785か所現存するが、そのなかでも7世紀から9世紀に開かれたと伝わる7寺が代表的と見なされ、「山寺、韓国の山地僧院」の名で、UNESCOの世界遺産リストに登録されている。

## 世界遺産
韓国の山寺が世界遺産の暫定リストに記載されたのは、2013年12月12日のことで、当初の名称は「韓国の伝統的山岳仏寺群」(Traditional Buddhist Mountain Temples of Korea) となっていた。 これが名称を変えて正式推薦されたのは、2017年1月26日のことだった。
人里離れた環境に僧院が築かれることは仏教では珍しいことではなく、すでに世界遺産になっている東アジアの文化遺産でも、例えば、五台山（中華人民共和国の世界遺産）にはそうした山寺が多く含まれている。しかし、世界遺産委員会の諮問機関である国際記念物遺跡会議 (ICOMOS) は、現地調査も踏まえた上で、推薦国が主張する独自性を認め、道教との習合が認められる五台山や、神仏習合が認められる日本の寺院などに比べ、習合の度合いが小さいと判断した。また、さらに範囲を広げてアジャンター石窟寺院群（インドの世界遺産）、バガン（ミャンマーの暫定リスト記載物件）などと比較しても顕著な普遍的価値が認められるとした。ただし、その価値を認められるのは、推薦された7寺のうちの4寺（通度寺、浮石寺、法住寺、大興寺）のみとし、残る3寺（鳳停寺、麻谷寺、仙巌寺）は規模の点や歴史的重要性の明瞭さに難があるとし、それらを除外した上で4寺のみの「登録」を勧告するものだった。
しかし、韓国の外交部と文化財庁は世界遺産委員会の委員国への交渉を行い、その年の第42回世界遺産委員会（マナーマ）では、推薦された7寺全てによって世界遺産としての価値が示されると認められ、全会一致で7寺すべての登録が決議された。
韓国にとっては、百済歴史地域（2015年）以来3年ぶり、13件目となる世界遺産リスト登録物件である。

### 登録名
世界遺産としての正式登録名は、英語: Sansa, Buddhist Mountain Monasteries in Koreaおよびフランス語: Sansa, monastères bouddhistes de montagne en Coréeである。その日本語訳は、以下のような揺れがある（カッコで読みをつけているかどうかも、出典のまま示す）。
- 山寺、韓国の山地僧院 - 大韓佛教曹溪宗[11]、東亜日報[9]、中央日報[10]
  - 山寺（サンサ）、韓国の山地僧院 - 『ニュースと合わせて読みたい世界地図』[12]
- 山寺（サンサ）:韓国の山岳僧院群 - 世界遺産検定事務局[13]
- 山寺、韓国の山岳仏教僧院群 - 月刊文化財[14]
- 山寺（サンサ）、韓国の仏教山岳寺院群 - 古田陽久・古田真美[15]
- 山寺（サンサ）、韓国の山岳仏寺群 - 『今がわかる時代がわかる世界地図』[16]

なお、韓国の公式サイトの表記は산사, 한국의 산지승원となっている。

### 構成資産
以下の7寺が登録されている。
| ID・画像 | 漢字・カナ表記 | 登録名（英語）     | 所在地          | 面積（ha） | 緩衝地帯（ha） |
| -------- | --- | ------------------ | --------------- | ---------- | -------------- |
| 1562-001 | 通度寺（トンドサ） | Tongdosa Temple    | 慶尚南道 梁山市 | 7.87       | 84.14          |
| 1562-001 | 通度寺は646年に慈蔵律師が創建したとされている。現在の形になったのは17世紀のことであり、海印寺、松広寺と並び、韓国三大名刹に挙げられている。 |                    |                 |            |                |
| 1562-002 | 浮石寺（プソクサ） | Buseoksa Temple    | 慶尚北道 栄州市 | 7.08       | 47.09          |
| 1562-002 | 浮石寺は676年に義湘が創建したと伝えられ、彼にゆかりのある巨石の伝説が残る。13世紀に建てられた無量寿殿は、韓国では最古級の木造建築に含まれる。 |                    |                 |            |                |
| 1562-003 | 鳳停寺（ポンジョンサ） | Bongjeongsa Temple | 慶尚北道 安東市 | 5.30       | 75.05          |
| 1562-003 | 鳳停寺は677年に義湘の弟子能人が創建したとされる。浮石寺から折り紙の鳳を飛ばしたところ、この地に降り立ったことから建てられたという伝説が、寺の名前と結びつけられている。極楽殿は統一新羅時代の様式を残しており、韓国最古の木造建築ともいわれる。      |                    |                 |            |                |
| 1562-004 | 法住寺（ポプチュサ） | Beopjusa Temple    | 忠清北道 報恩郡 | 11.22      | 190.03         |
| 1562-004 | 法住寺は553年の創建と伝えられている。世界遺産の勧告書では、8世紀半ば、眞表とその弟子の永深による創建とされているが、文禄・慶長の役による破壊もあって、現在の形に整えられたのは17世紀のことであった。寺に残る捌湘殿は、韓国唯一の木造の五重塔である。 |                    |                 |            |                |
| 1562-005 | 麻谷寺（マゴクサ） | Magoksa Temple     | 忠清南道 公州市 | 3.91       | 62.66          |
| 1562-005 | 麻谷寺は640年に慈蔵律師によって創建されたと伝えられる。世界遺産の勧告書では9世紀後半の創建とされているが、いずれにしても文禄・慶長の役の被害などもあって、現存する形に整えられたのは18世紀のことであった。                                           |                    |                 |            |                |
| 1562-006 | 仙巌寺（ソナムサ） | Seonamsa Temple    | 全羅南道 順天市 | 9.67       | 246.16         |
| 1562-006 | 仙巌寺は6世紀の創建と伝えられる。世界遺産の勧告書では、創建自体が9世紀後半とされているが、いずれにせよ、文禄・慶長の役以後の段階的な再建を経て、19世紀に現存の形に整えられた。                                                                       |                    |                 |            |                |
| 1562-007 | 大興寺（テフンサ） | Daeheungsa Temple  | 全羅南道 海南郡 | 10.38      | 617.98         |
| 1562-007 | 大興寺は9世紀後半に創建されたが、この山寺もまた、現存する形に整えられたのは19世紀のことであった。 |                    |                 |            |                |

### 登録基準
この世界遺産は世界遺産登録基準のうち、以下の条件を満たし、登録された（以下の基準は世界遺産センター公表の登録基準からの翻訳、引用である）。
- (3) 現存するまたは消滅した文化的伝統または文明の、唯一のまたは少なくとも稀な証拠。
  - 世界遺産委員会は、この基準の適用理由について、対象となった7つの山寺が「7世紀から現在までの、韓国における仏教僧院文化の独特の例証を呈している」ことや、「仏教的実践の長期的かつ継続的な伝統の類まれな証を提示している」ことなどを挙げた[26]。